# Excel Distributing Company
Excel Distributing Company war ein US-amerikanischer Hersteller von Automobilen.

## Unternehmensgeschichte
Das Unternehmen hatte seinen Sitz in Detroit in Michigan. 1914 stellte es einige Automobile her. Der Markenname lautete Excel.

## Fahrzeuge
Im Angebot stand nur ein Modell. Es hatte einen Vierzylindermotor mit 69,85 mm Bohrung, 101,6 mm Hub, 1557 cm³ Hubraum und 12 PS Leistung. Es gibt aber auch Hinweisw auf 91,5 Kubikzoll und 1499 cm³ Hubraum. Der Motor war wassergekühlt. Er trieb über ein Friktionsgetriebe und Riemen die Hinterachse an. Das Fahrgestell hatte 244 cm Radstand. Der Aufbau war ein zweisitziger Roadster. Das Leergewicht war mit etwa 454 kg angegeben. Der Neupreis betrug 450 US-Dollar.
Einige Details wie das Getriebe und die Kraftübertragung waren typisch für Cyclecars. Das Modell erfüllte allerdings die Kriterien für Cyclecars nicht, weil Hubraum und Leergewicht zu groß waren.